# سن بنیتو (تگزاس)
سن بنیتو، تگزاس(به انگلیسی: San Benito, Texas) شهری در ایالت تگزاس از ایالات جنوبی ایالات متحده آمریکا است. در سرشماری سال ۲۰۰۰، جمعیت این شهر ۲۳۴۴۴ نفر اعلام شد.